# Mohácsi teraszos sík
A Mohácsi teraszos sík Magyarországon, Baranya vármegyében található. Délről az országhatár, keletről a Mohácsi-sziget, nyugatról nagyrészt a Nyárád–Harkányi-sík míg északi részen a Dél-Baranyai-dombság határolja. Földrajzi szempontból még az Alföld része, de már a Dunántúlon helyezkedik el.

## Földrajza
A kistáj felszínének nyugati része az alacsony, ármentes síkság, keleti része pedig ártéri szintű, tökéletes síkság orográfiai domborzattípusába sorolható. Jellemző infúziós löszformák jelennek meg a kistáj nyugati részén, a keleti részt a Duna elhagyott morotvái tagolják. A kistáj Baranya vármegyében helyezkedik el.

## Flórája
Nagy része potenciális erdőterület. Ma már több mint fele mezőgazdasági művelés alatt áll. Természet-közelibb növényzet inkább csak a Duna és a kisebb vízfolyások mentén található. Ez utóbbit is jelentősen befolyásolja az intenzív erdő- és vadgazdálkodás. A természetes erdőtársulások közül legjelentősebbek a tölgy-kőris-szil ligeterdők, az alacsonyabb ártéri szinteket fűz- és nyárligetek foglalják el. E természetes kép helyett azonban gyakran a helyükre telepített kultúrerdőket, pl. feketediósokat, nemesnyárasokat, akácosokat, vagy fehér fűz, fehér nyár, néhol kocsányos tölgy ültetvényeket találunk.